# ポスカム県
ポスカム県（ポスカムけん）は、中華人民共和国新疆ウイグル自治区カシュガル地区に位置する県。

## 行政区画
2鎮、9郷、1民族郷を管轄：
- 鎮：ポスカム鎮（沢普鎮）、キュイバグ鎮（奎依巴格鎮）
- 郷：ポスカム郷（波斯喀木郷）、イマ郷（依瑪郷）、ギュラバグ郷（古勒巴格郷）、セイリ郷（賽力郷）、イッキス郷（依克蘇郷）、トゥグチ郷（図呼其郷）、キュイバグ郷（奎依巴格郷）、アクタム郷（阿克塔木郷）、アイキョル郷（阿依庫勒郷）
- 民族郷：ブイルク・タジク族郷（布依魯克塔吉克族郷）

## 交通

### 鉄道
- 中国国家鉄路集団
  - 喀和線
    - ポスカム駅

### 道路
- 高速道路
  -  吐和高速道路
- 国道
  - G315国道